# Alef Herman Anrep den äldre
Alef Herman Anrep, född 17 juli 1675 på Åkerby, död 1 februari 1719 vid Strömsholm i Kolbäcks socken, var en svensk beridare och stallmästare. 
Han var son till Reinhold Anrep och Brigitta Graan (1645-1714) samt dotterson till landshövdingen Johan Graan (1610-1679). Han var från 1703 gift med sin svågers halvsyster Maria Charlotta Wattrang som var dotter till revisionssekreteraren Jakob Wattrang. Paret blev föräldrar till åtta barn varav sönerna Jakob Reinhold Anrep (1705-1764) blev major, Alef Herman Anrep (1707-1764) blev lagman, Johan Gabriel Anrep (1712-1781) blev hovrättsråd och Reinhold Anrep (1715-1781) blev generalmajor och generalfälttygmästare.
Anrep var först stallmästare hos greve Johan Gabriel Stenbock innan han blev beridare vid Hovstallet 1705. Han var stallmästare vid Strömsholms stallstat och Kungsörs stallstater 1714. Enligt en inskription på en silverplåt på hans likkista i familjegraven i Kils kyrka avled han 1 februari 1719 vid Strömsholm i Kolbäcks socken.